# Missa Christi resurgentis
La Missa Christi resurgentis à 20 (« Messe du Christ ressuscité ») est une œuvre d'Heinrich Biber composée pour la cour de Salzbourg pour les célébrations de Pâques 1674. 
Elle porte le numéro C. 3 dans le catalogue de ses œuvres établi par le musicologue américain Eric Thomas Chafe.

## Présentation

### Structure
La Missa Christi resurgentis comprend cinq mouvements :
1. Kyrie eleison
2. Gloria —
3. Credo —
4. Sanctus — Osanna — Benedictus
5. Agnus Dei —

### Instrumentation
- 9 voix solistes (avec trois voix de basses)
- 2 chœurs à quatre voix
- orchestre

## Discographie
- New York Collegium, dir. Andrew Parrott (4 avril 2003, SACD Kleos Classics KL5135) (OCLC 81144054)
- The English Concert, dir. Andrew Manze (20-23 septembre 2004, Harmonia Mundi HMU 907397)